# Сан-Луи, Мартен
Марте́н Сан-Луи́ (фр. Martin St. Louis, англ. Martin St. Louis; род. 18 июня 1975, Лаваль, Квебек) — канадский хоккеист, правый нападающий; хоккейный тренер. Главный тренер «Монреаль Канадиенс». Обладатель Кубка Стэнли, чемпион Олимпийских игр, обладатель Кубка мира.
26 июня 2018 года было объявлено о включении Сан-Луи в Зал хоккейной славы. Церемония включения состоялась 12 ноября 2018 года.

## Юность
Родился 18 июня 1975 года в городе Лаваль во франкоязычной провинции Квебек. С детства увлекался различными видами спорта: футболом, гимнастикой и хоккеем, но главным был именно хоккей, которым Сан-Луи начал заниматься профессионально. Мартин провёл один год за юниорскую команду «Хоксбери Хоукс» (1992/93), после чего был принят в университет Вермонта на спортивную стипендию.

## Клубная карьера

### «Вермонт Катамаунтс»
Выступал за хоккейную команду университета «Вермонт Катамаунтс» в течение четырёх лет. За это время Мартин поставил несколько клубных рекордов: стал лучшим бомбардиром (267 очков) и лучшим ассистентом (176 результативных передач) «Вермонта» за всю историю. Кроме того, Сан-Луи принадлежит лучший показатель результативности за один сезон — 85 очков (1995/96). В 1995, 1996 и 1997 годах Мартин номинировался на Хоби Бэйкер Авард — приз лучшему игроку университетского хоккея. В 2007 году Сан-Луи был введён в зал спортивной славы Вермонтского университета, а спустя 5 лет получил специальную награду «За достижения» (англ. Alumni Achievement Award), присуждаемую выпускникам ВУЗов.
Вместе с Мартеном Сан-Луи за «Катамаунтс» играли Эрик Перрен, с которым они впоследствии проведут несколько сезонов в «Тампе», и вратарь Тим Томас.

### «Калгари Флэймз»
Несмотря на впечатляющие успехи в студенческой лиге, Сан-Луи не попал на драфт НХЛ и осенью 1997 года оказался в «Кливленд Ламберджекс» — клубе, представляющем Международную хоккейную лигу. В 56 играх за «дровосеков» Мартин набрал 50 очков, наконец обратив на себя внимание скаутов НХЛ: 18 февраля 1998 года Сан-Луи подписал контракт с «Калгари Флэймз» как свободный агент и отправился в фарм-клуб — «Сент-Джон» (с которым он весной вышел в финал Кубка Колдера).
Сезон 1998/99 Сан-Луи также провёл почти полностью в «Сент-Джон Флэймз», а следующий — уже в «Калгари» (с ноября 1999). За 56 игр регулярного чемпионата НХЛ Сан-Луи занёс себе в актив лишь 18 очков (3 гола и 15 передач). В межсезонье менеджмент «Калгари» принял решение отказаться от услуг Сан-Луи, и Мартин перешёл в «Тампу-Бэй Лайтнинг» в качестве свободного агента.

### «Тампа-Бэй Лайтнинг»

#### 2000—2008
Сан-Луи дебютировал за новый клуб 6 октября 2000 года в матче против «Нью-Йорк Айлендерс». Первый гол в составе «молний» он забил полтора месяца спустя в ворота «Атланты» (шайба была заброшена в меньшинстве). Всего за первый полноценный сезон в НХЛ (без «ссылок» в низшие лиги) Сан-Луи записал на свой счёт 40 очков (18 шайб и 22 передачи).
Эти цифры Мартен мог превзойти уже в следующем году, однако ему помешала тяжёлая травма — перелом ноги, полученный в столкновении с защитником «Питтсбург Пингвинз» Йозефом Мелихаром 23 января 2002 года. Перелом отправил Сан-Луи на больничную койку до апреля. В итоге канадский форвард набрал лишь 35 очков в 53 играх регулярного чемпионата, хотя до травмы он был лидером «Тампы» по результативности.
Прорывным для Сан-Луи и для «Тампы-Бэй» в целом стал сезон 2002/03, который Сан-Луи начал в первом звене «Тампы» с Брэдом Ричардсом (центрфорвард) и Фредериком Модином (левый край). Мартен провёл все 82 матча розыгрыша регулярного чемпионата, а «молнии» впервые с 1996 года вышли в плей-офф. Сан-Луи отметился 70-ю очками в «регулярке» и был вызван в сборную Востока на матч всех звёзд, который прошёл неподалёку от Тампы в Санрайзе на арене «Флориды Пантерз». В играх на вылет Сан-Луи набрал 12 очков в 11 матчах («Тампа» дошла до полуфинала конференции), что стало лучшим показателем среди хоккеистов «молний».
Однако настоящий успех пришёл к Сан-Луи и его клубу в 2004 году. «Молнии» заняли второе место по итогам регулярного чемпионата, уступив лишь «Детройт Ред Уингз». Сан-Луи выиграл гонку бомбардиров, с 94 очками опередив всех преследователей. Плей-офф вышел триумфальным для «Тампы»: обыграв последовательно «Нью-Йорк Айлендерс» (4:1), «Монреаль Канадиенс» (4:0) и «Филадельфию Флайерс» (4:3), команда из Флориды вышла в финал Кубка Стэнли. В семиматчевой серии (причём в седьмой матч её перевёл именно Сан-Луи, забросив победную для «Тампы» шайбу во втором овертайме шестого поединка) «молнии» победили «Калгари» и впервые в истории завоевали главный трофей НХЛ.
По итогам сезона Сан-Луи получил Арт Росс Трофи (приз лучшему бомбардиру регулярного чемпионата), Плюс/минус Авард, Лестер Пирсон Авард (приз лучшему игрока всего сезона по мнению профсоюза хоккеистов) и Харт Трофи (приз лучшему хоккеисту сезона). В плей-офф Сан-Луи стал вторым бомбардиром (24 очка), уступив лишь партнёру по звену Ричардсу (26), которому достался Конн Смайт Трофи.
В сентябре 2004 года стало известно о локауте в Национальной хоккейной лиге, и Сан-Луи, как и многие североамериканские игроки, уехал в Европу, заключив соглашение с «Лозанной». По возвращении в США Мартин подписал новый контракт с «Тампа-Бэй», рассчитанный на шесть лет, в течение которых он должен был получить 31 миллион долларов. Но обновление контракта не пошло Сан-Луи на пользу — в сезоне 2005/06 годов он набрал лишь 60 очков в регулярном чемпионате. «Тампа», в последний момент попавшая в плей-офф с восьмого места Восточной конференции, в первом же раунде проиграла «сенаторам» из Оттавы (4:1).
По ходу сезона 2006/07 тренер «Лайтнинг» Джон Торторелла поставил Сан-Луи в одну тройку нападения с другим лидером команды — Венсаном Лекавалье, что он уже практиковал весной 2003 года. Результат оказался впечатляющим — пара форвардов из Квебека набрала 210 очков в розыгрыше регулярного чемпионата. В активе Мартина было 102 балла (новый личный рекорд). В плей-офф «молнии» вышли, заняв седьмое место на Востоке, и снова уступили в 1/8 финала, на этот раз — «Нью-Джерси Девилз» (4:2).
В августе 2007 года, после травмы Тима Тэйлора, Сан-Луи был назначен альтернативным капитаном «Тампы-Бэй». В конце регулярного чемпионата 2007/2008 он набрал 500-е очко в НХЛ, забив гол в ворота «Баффало Сейбрз». Всего Сан-Луи заработал 83 очка за сезон, который сложился для «молний» ещё хуже, чем предыдущие: хоккеисты из Тампы не смогли квалифицироваться в плей-офф впервые с 2003 года. Команду покинули Брэд Ричардс и главный тренер Джон Торторелла.

#### 2008—2014
25 января 2009 года Мартин в третий раз подряд и в пятый раз за карьеру сыграл в матче всех звёзд, проведённом на домашнем стадионе «Монреаль Канадиенс». В 2010 году Сан-Луи продлил контракт с «Тампой-Бэй Лайтнинг». По условиям нового соглашения он становился игроком «молний» до конца сезона 2014/15 с зарплатой 4 миллиона долларов в год (2011—2015).

Сегодня великий день для нашего клуба. Марти значит для нас очень много, и на льду, и за его пределами. Его работу и преданность невозможно переоценить, и мы очень рады тому, что он решил закончить карьеру в «Тампе».
— генеральный менеджер «Тампа Бэй Лайтнинг» Стив Айзерман
Оригинальный текст (англ.)Today is a great day for the Lightning organization. Marty means so much to this franchise, both on and off the ice. His hard work and dedication are unsurpassed and we are thrilled that he will finish his career here in Tampa Bay.
Начиная с 2009 года партнёром Мартена Сан-Луи по первому звену стал Стивен Стэмкос, задрафтованный «Лайтнинг» годом ранее. Дуэт Стэмкос — Сан-Луи стал одним из самых результативных в Национальной хоккейной лиге. По итогам сезона 2009/10 Сан-Луи набрал 94 очка и выиграл Леди Бинг Трофи — награду, на которую он уже номинировался несколько раз. В следующем сезоне Мартин набрал 99 очков и снова получил Леди Бинг Трофи; кроме того, Сан-Луи оказался в тройке претендентов на Харт Трофи, но в финальном голосовании уступил Кори Перри из «Анахайм Дакс».
В плей-офф сезона 2010/11, куда «Тампа» пробилась после четырёхлетнего отсутствия, «молнии» вышли в финал конференции и проиграли там «Бостон Брюинз» — будущему обладателю Кубка Стэнли. Счёт в серии — 4:3. Интересно, что одним из лидеров чемпионского «Бостона» был одноклубник Мартена по «Вермонт Катамаунтс» — голкипер Тим Томас. Сан-Луи сыграл в плей-офф 18 матчей и набрал 20 очков (10+10), став лучшим бомбардиром своей команды.
8 декабря 2011 года, в начале сезона 2011/12, Сан-Луи получил неприятную травму: на тренировке «Тампы» нападающий Доминик Мур попал Мартину шайбой в лицо. Сан-Луи был вынужден пропустить пять матчей. Таким образом, прервалась его серия из 499 матчей в регулярных чемпионатах НХЛ подряд, стартовавшая в ноябре 2005 года. За несколько дней до травмы Сан-Луи набрал 800-е очко в НХЛ, а ещё раньше забил 300-й гол.
Сезон 2012/13 получился урезанным из-за локаута, продлившегося более 100 дней. В отличие от локаута 2004/05, Мартин Сан-Луи не уехал в европейский клуб: оставшись в Америке, он принимал участие в переговорах профсоюза игроков НХЛ с руководством лиги о новом коллективном соглашении. Их итогом стал новый договор, заключённый 6 января 2013 года.
В начавшемся зимой регулярном чемпионате Сан-Луи провёл все 48 матчей и набрал 60 очков, что второй раз за карьеру принесло ему Арт Росс Трофи. Позднее Мартин был номинирован на Леди Бинг Трофи и выиграл этот приз в третий раз за четыре года (в голосовании он опередил Патрика Кейна). Но «Тампа», несмотря на результативную игру своих лидеров — Сан-Луи и Стэмкоса, вновь осталась за бортом плей-офф.
1 октября 2013 года, после ухода из «Лайтнинг» Венсана Лекавалье, Сан-Луи был представлен как новый капитан команды. 19 ноября он сыграл 1000-й матч в НХЛ, став 286-м игроком в истории лиги, кому покорилась такая отметка.18 января 2014 года Сан-Луи сделал свой первый покер за карьеру, что, однако, не помогло «Тампе» победить «Сан-Хосе Шаркс».

### «Нью-Йорк Рейнджерс»
5 марта 2014 года Сан-Луи был обменян в «Нью-Йорк Рейнджерс» на капитана «синерубашечников» Райана Кэллахана, а также выборы в первом и втором раундах драфта. Ранее, в январе, Стив Айзерман, совмещавший должности генерального менеджера «Тампы-Бэй Лайтнинг» и сборной Канады, не включил Сан-Луи в заявку на Олимпийские игры в Сочи, после чего тот обратился к руководству клуба с просьбой об обмене. В оставшейся части сезона НХЛ Мартин сыграл не очень результативно, забросив лишь одну шайбу в 19 матчах, однако в плей-офф он набрал 15 баллов (8+7). «Рейнджерс» дошли до финала Кубка Стэнли, но составить достойную конкуренцию «Лос-Анджелес Кингз» не смогли: команда из Калифорнии победила в серии за 5 матчей.
Сан-Луи впервые сыграл против «Лайтнинг» 17 ноября 2014 года, уже в следующем сезоне. Он забил единственный гол своей команды, проигравшей со счётом 1:5. 28 ноября в матче против «Филадельфии» Сан-Луи набрал 1000-е очко в НХЛ, став 81-м и 6-м незадрафтованным игроком, который сумел этого достичь.
2 июля 2015 года объявил о завершении своей карьеры.

## Международная карьера
Дебют Сан-Луи в сборной Канады состоялся летом 2004 года на Кубке мира по хоккею, куда Мартин приехал в ранге действующего обладателя Кубка Стэнли. В первой же игре против команды США Сан-Луи забил гол и отдал результативную передачу на Джо Сакика, принеся «кленовым листьям» победу со счётом 2:1. Всего на турнире Сан-Луи провёл 6 матчей и набрал 4 очка. Канадцы стали победителями Кубка, обыграв в финале финнов, а в полуфинале — чехов.
Следующим крупным соревнованием для Сан-Луи стали Олимпийские игры 2006 года в Турине. Форвард «Тампы» сыграл те же 6 матчей, но сборная повторить успех не смогла, потерпев поражение в четвертьфинале.
В 2008 и 2009 годах Сан-Луи принимал участие в чемпионатах мира по хоккею, и оба раза сборная Канады становилась серебряным призёром (первое место занимали россияне). В 2009 году, набрав 15 очков (4+11), Мартин стал лучшим бомбардиром чемпионата.
Летом 2009 года Сан-Луи был включён в расширенный состав сборной Канады для участия в ближайших Олимпийских играх. Сан-Луи присутствовал на предолимпийском сборе в Калгари (24-27 августа), однако в итоговом варианте состава, который объявил Стив Айзерман 30 декабря, Мартина не оказалось.
Сан-Луи не попал в состав сборной Канады на Олимпиаду в Сочи, оглашённый 7 января 2014 года, но через месяц, когда стало ясно, что Стивен Стэмкос не успеет восстановиться к началу игр, по решению менеджмента сборной заменил своего партнёра по клубу. Мартин провёл 5 матчей, включая финал, и стал чемпионом олимпийских игр.
Всего на счету Мартина Сан-Луи 35 игр и 32 очка в составе национальной сборной Канады.

## Рекорды
Мартин Сан-Луи являлся лидером среди всех игроков «Тампа-Бэй Лайтнинг» по результативным передачам (588) в регулярных чемпионатах НХЛ, пока его рекорд не побил Никита Кучеров

## Тренерская карьера
9 февраля 2022 года был назначен на пост и. о. главного тренера «Монреаль Канадиенс».

## Награды и достижения

### Командные

#### НХЛ
- Обладатель Кубка Стэнли: 2004

#### Сборная Канады
- Обладатель Кубка мира: 2004
- Олимпийский чемпион: 2014
- Серебряный призёр чемпионата мира (2): 2008, 2009

### Личные

#### НХЛ
- Участник матча всех звёзд (6): 2003, 2004, 2007, 2008, 2009, 2011
- Обладатель НХЛ Плюс/Минус Авард: 2004
- Обладатель Арт Росс Трофи (2): 2004, 2013
- Обладатель Лестер Пирсон Авард: 2004
- Обладатель Харт Трофи: 2004
- Обладатель Леди Бинг Трофи (3): 2010, 2011, 2013

#### Сборная Канады
- Лучший бомбардир чемпионата мира: 2009

## Статистика
| Легенда | Легенда                    | Легенда | Легенда                   | Легенда | Легенда    |
| ------- | -------------------------- | ------- | ------------------------- | ------- | ---------- |
| И       | Количество проведённых игр | Штр     | Штрафное время            | +/−     | Плюс-минус |
| Г       | Голы                       | П       | Голевые передачи          | О       | Очки       |
| -       | Статистика неизвестна      | —       | Статистика не учитывалась |         |            |

## Личная жизнь
Сан-Луи познакомился со своей будущей женой Хизер Кэрэгол в 1996 году. В июле 2000 года они поженились. Пара воспитывает троих сыновей: Райана, Лукаса и Мэйсона.

## Факты
- 26-й номер на свитере Сан-Луи — дань уважения кумиру детства Мартина, шведскому хоккеисту Матсу Неслунду[56]. В январе 2017 года этот номер выведен из обращения клубом «Тампа-Бэй Лайтнинг»[57].
- Мартин Сан-Луи — второй после Гретцки незадрафтованный игрок в истории НХЛ, который получил Харт Трофи[3].
- Сан-Луи — один из восьми хоккеистов (и на сегодняшний день последний), кому удавалось выиграть Арт Росс Трофи, Харт Трофи и Кубок Стэнли в течение одного сезона (2004)[58]. Остальные семеро — Хоуи Моренц (1931), Билл Коули (1941), Горди Хоу (1952), Жан Беливо (1956), Бобби Орр (1970), Ги Лафлёр (1977, 1978) и Уэйн Гретцки (1984, 1985, 1987)[17][59].